# Martin Haas (Historiker)

Martin Haas (1991)

Martin Haas (* 18. Mai 1935; † 13. Oktober 2019) war ein Schweizer Historiker und Politiker (FDP). Er war von 1990 bis 2002 Stadtpräsident von Winterthur.

## Leben
Haas war Gymnasiallehrer an der Kantonsschule Winterthur. 1971 wurde er als Vertreter der FDP in den Kantonsrat Zürich gewählt, dem er bis Ende 1989 angehörte. Von 1990 bis 2002 war er Stadtpräsident von Winterthur.

## Schriften (Auswahl)
- Zwingli und der Erste Kappelerkrieg. Zürich 1965, OCLC 245801561.
- Huldrych Zwingli und seine Zeit. Leben und Werk des Zürcher Reformators. Zürich 1982, ISBN 3-290-11375-2.